# Roosevelt Johnson
Pour les articles homonymes, voir Johnson.
David Roosevelt Johnson (mort le 23 octobre 2004) est un Libérien qui a dirigé un groupe de rebelles durant la guerre civile. Il appartenait au groupe ethnique Krahn.
Ancien instituteur, Johnson rejoint le groupe rebelle United Liberation Movement of Liberia for Democracy (ULIMO), peu de temps après le début de la guerre. L'ULIMO se divise en deux factions en 1994: United Liberation Movement of Liberia for Democracy - Kromah faction (ULIMO-K), dirigé par Alhaji G. V. Kromah et le United Liberation Movement of Liberia for Democracy-Johnson faction (ULIMO-J), mené par Johnson.
Comme de nombreuses personnes impliquées dans la guerre civile au Libéria, Johnson est connu pour  avoir utilisé des mercenaires. L'un des exemples les plus notables est le soutien financier qu'il apporte à Josué Milton Blahyi, plus communément connu sous son nom de guerre, Général Butt Naked. Le Général dirigeait une brigade d'enfants soldats ivres et drogués, qui se battaient nus ou dans des vêtements de femmes en croyant qu'ils seraient ainsi protégés des balles. 
En septembre 1998, alors que Johnson est accusé plusieurs fois par le gouvernement d'avoir planifié un coup d'État, sa faction qui stationnait à Monrovia, est attaquée par les forces de sécurité du président Charles Taylor, donnant lieu à des affrontements brutaux qui virent mourir la plupart de ses partisans. Il réussit à fuir et à atteindre l'ambassade américaine, où une fusillade a lieu alors que les combattants de Taylor cherchent à l'empêcher d'y trouver refuge. Johnson, son fils, et ses quelques disciples survivants sont toutefois autorisés à pénétrer dans l'ambassade, dans laquelle ils sont protégés par les États-Unis avant d'être évacués vers le Ghana.,
Il finit par déménager pour le Nigeria. Il fut accusé de trahison et condamné par contumace, en avril 1999. Il est mort en 2004 au Nigeria.